# Hydria (aardewerk)
Een hydria is een bepaalde variant van het Oud-Grieks aardewerk. Deze kruik werd gebruikt om water bij een bron te gaan halen en vervolgens op de rug te vervoeren. Een hydria heeft drie handvatten: twee om de kruik op te tillen en één om ze te kunnen 'sturen'.
De kruik kan net zoals meer Oud-Grieks aardewerk worden gevonden met rode en zwarte figuren, voornamelijk uit de Griekse mythologie. Vooral sociale en morele thema's uit legendes waren populair. Rond de vijfde eeuw voor Christus werden de kruiken ook van brons gemaakt.
Er zijn in de hydria verschillende stijlen terug te vinden. 

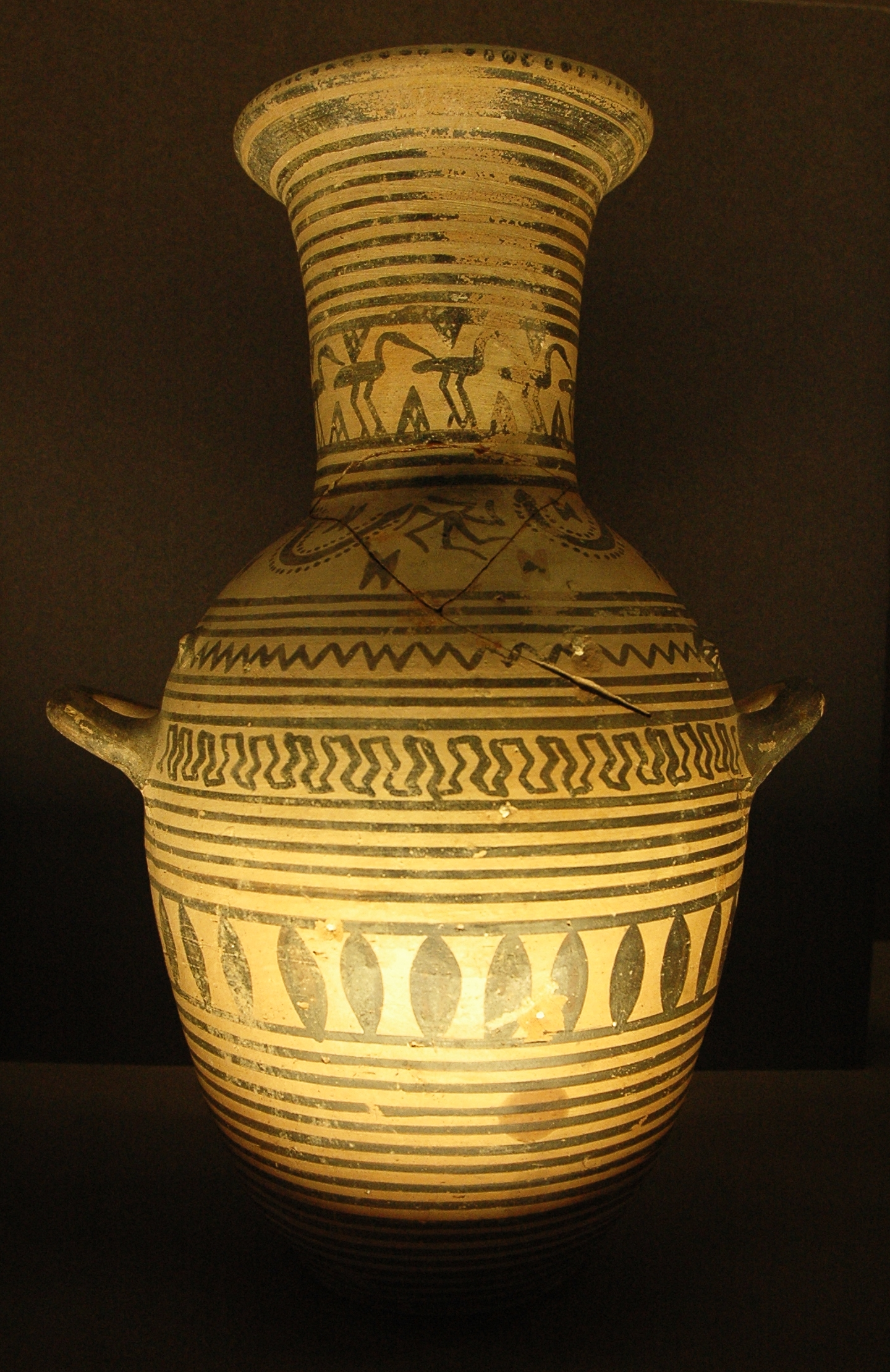
met vogelmotief uit Boeotië Boeotisch Geometrische stijl 700 – 675 v.Chr.
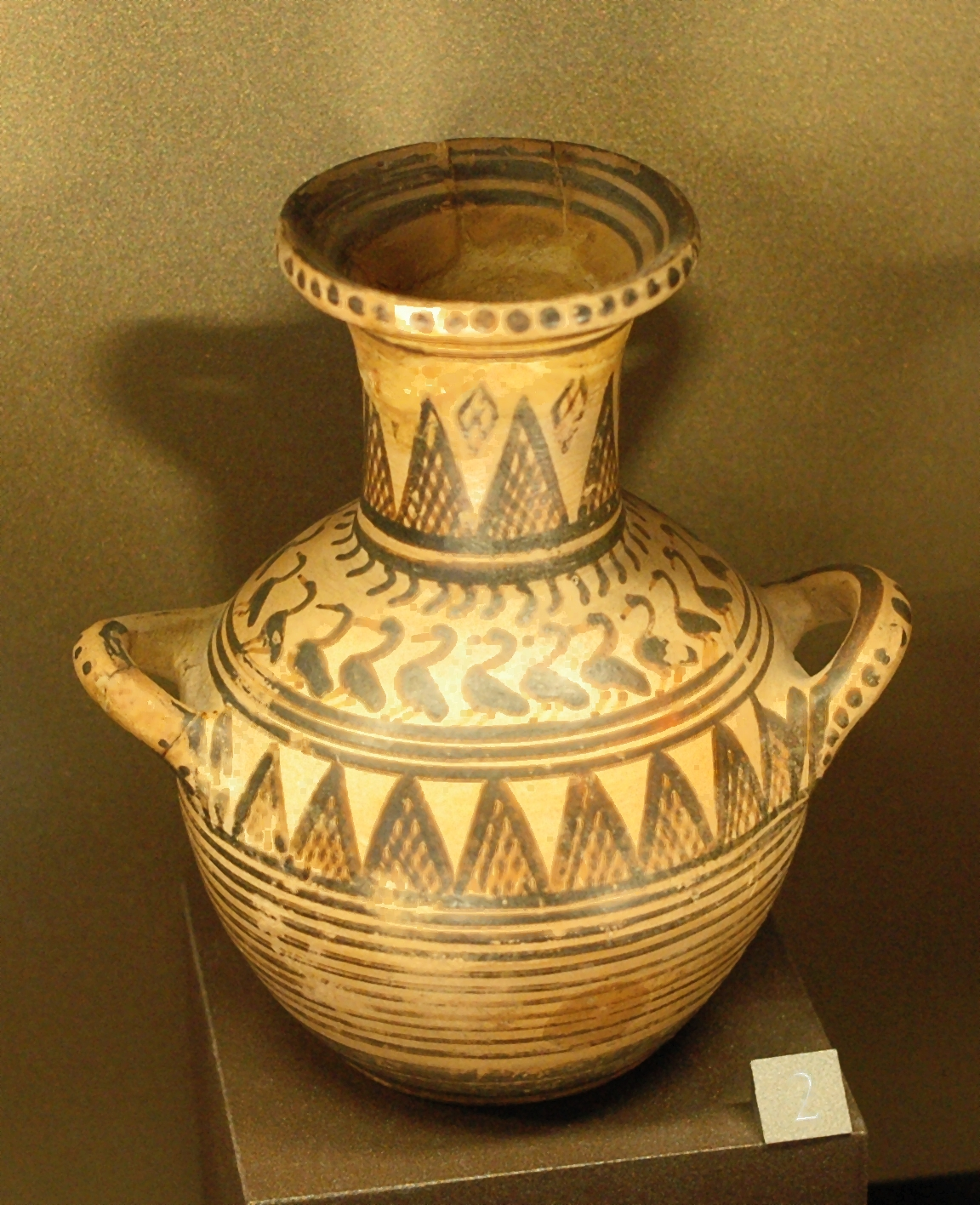
miniatuur gevonden te Thebe Attische Laat-Geometrische stijl 750 – 700 v.Chr.